# I'll Be Over You
»I'll Be Over You« je hit singl ameriške rock skupine Toto, ki je izšla leta 1986 na albumu Fahrenheit. Avtorja skladbe sta Steve Lukather in Randy Goodrum. Skladba je konec leta 1986 dosegla 11. mesto na lestvici Billboard Hot 100. Glavni vokalist v skladbi je Steve Lukather, spremljevalne vokale pa je prispeval Michael McDonald.
Skladba je bila dva tedna uvrščena na 1. mesto lestvice Adult Contemporary, kar je bila druga takšna uvrstitev skupine (po singlu »I Won't Hold You Back«.

## Videospot
Videospot (v katerem lahko opazimo gostujočega vokalista McDonalda) prikazuje kako skupina na strehi dokler ne začne deževati. Lokacija snemanja je streha stavbe, ki je locirana na ulici 548 South Spring Street v Los Angelesu, Kalifornija.

## Seznam skladb
1. »I'll Be Over You«
2. »In a Word« - kasneje je izšla na albumu Toto XX: 1977-1997